# Ernst Christian von Walz
Ernst Christian Walz, ab 1853 von Walz, (* 28. Februar 1802 in Münklingen; † 5. April 1857 in Tübingen) war ein deutscher Klassischer Philologe und Archäologe.

## Leben
Christian Walz war ein Sohn des Pfarrers David Friedrich Walz. Nach Besuch der Lateinschule in Nürtingen bestand er das Landexamen. Von 1815 bis 1819 war er Zögling den theologischen Seminare in Schöntal und Maulbronn, anschließend studierte er von 1819 bis 1823 Theologie im Tübinger Stift. Nachdem er dann von 1823 bis 1825 als Repetent am niederen Seminar in Urach und von 1825 bis 1827 am Stift in Tübingen gearbeitet hatte, trat er im Juli 1827 eine über drei Jahre dauernde Reise an, deren Kosten er selbst bestritt. Diese Reise ist für seine wissenschaftliche Richtung bestimmend geworden. 1831 kehrte er nach Tübingen zurück und lehrte wieder als Repetent am Stift.
1832 wurde er außerordentlicher Professor, 1834 erhielt er eine ordentliche Professur für Klassische Philologie an der Universität Tübingen und wurde Leiter der archäologischen Sammlung des Philologischen Seminars. 1845 übernahm er nach dem Tod August Friedrich Paulys gemeinsam mit Wilhelm Siegmund Teuffel die Herausgabe der Real-Encyclopädie der classischen Alterthumswissenschaft. Walz und Teuffel warben zahlreiche neue Mitarbeiter für das Projekt, so dass es 1852 zum Abschluss gelangte. Walz erkrankte schon 1847 ernst und konnte seine Arbeit nur noch sehr eingeschränkt fortführen. 1853 wurde er mit dem Ritterkreuz des Ordens der württembergischen Krone ausgezeichnet, welches mit dem persönlichen Adelstitel (Nobilitierung) verbunden war.
Walz beschäftigte sich besonders mit den Schriften der klassischen griechischen Historiker. Sein größtes selbständiges Unternehmen aber war die Edition der Rhetores Graeci, die von 1832 bis 1836 in neun Bänden erschien. Die Sammlung wurde zuletzt 1968 nachgedruckt.
Seit 1839 war Christian von Walz verheiratet mit Marie Feuerlein (* 26. Juni 1812 in Stuttgart; † 14. Juli 1897 in Tübingen), einer Tochter des Stuttgarter Oberbürgermeisters Willibald Feuerlein. Aus der Ehe gingen drei Töchter und ein Sohn hervor.